# Medalla a la Distinción en la Protección de las Fronteras del Estado
La Medalla a la Distinción en la Protección de las Fronteras del Estado (en ruso: Медаль «За отличие в охране государственной границы») es una condecoración estatal de la Federación de Rusia, establecida para reconocer hechos destacados relacionados con la seguridad de las fronteras estatales por parte de miembros de las tropas fronterizas rusas tanto militares como civiles. Es similar a la medalla soviética Medalla al Servicio Distinguido en la Protección de las Fronteras del Estado

## Historia
La Medalla a la Distinción en la Protección de las Fronteras del Estado fue establecida el 2 de marzo de 1994 por Decreto Presidencial N.º 442 el cual fue modificado posteriormente por el Decreto Presidencial N.º 19 de 6 de enero de 1999. Finalmente, el Decreto Presidencial N.º 1099 de 7 de septiembre de 2010 modificó todo el sistema de premios ruso lejos de las distinciones de la era soviética, esto incluyó cambios en el estatuto de la medalla.

## Estatuto de concesión de la medalla
La Medalla se otorga a los soldados del Servicio de la Guardia Fronteriza de Rusia, así como a otros ciudadanos, por:
- Hazañas de combate y servicios especiales prestados en la protección de las fronteras estatales de la Federación de Rusia;
- La valentía y la dedicación mostradas en las operaciones de combate durante el arresto de los infractores de las fronteras estatales de la Federación de Rusia;
- El liderazgo en la protección de la integridad de las fronteras estatales de la Federación de Rusia;
- Mostrar un alto grado de vigilancia y acciones proactivas que resultaron en el arresto de infractores de las fronteras estatales de la Federación de Rusia;
- El excelente desempeño de los deberes en la protección de las fronteras estatales de la Federación de Rusia,
- La asistencia activa al Servicio Federal de Seguridad en sus esfuerzos para proteger las fronteras estatales de la Federación de Rusia.

La Medalla se lleva en el lado izquierdo del pecho y, en presencia de otras órdenes y medallas de Rusia, se colocaba después de la Medalla a la Distinción en la Protección del Orden Público.
Cada medalla se entrega con un pequeño certificado de premio, este certificado se presentaba en forma de un pequeño folleto de cartón de 8 cm por 11 cm con el nombre del premio, los datos del destinatario y un sello oficial y una firma en el interior.

## Descripción

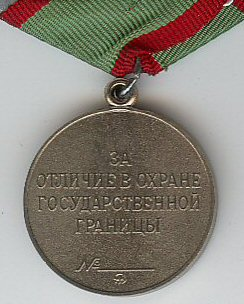
Reverso de la medalla

Es una medalla de plata circular de 32 mm de diámetro con un borde elevado por ambos lados
El anverso de la medalla  en el fondo, hay un marcador de borde que lleva el emblema estatal de la Federación de Rusia, siguiendo la circunferencia de la medalla desde el centro inferior hasta justo antes de la punta del marcador del borde, hay una rama de roble a lo largo del lado izquierdo y una rama de laurel a lo largo el lado derecho, frente al marcador, un rifle con una bayoneta que cruza una espada en un ángulo de 45 grados.
En el reverso, la inscripción en relieve en cuatro líneas «POR LA DISTINCIÓN EN LA PROTECCIÓN DE LAS FRONTERAS ESTATALES» (en ruso: "ЗА ОТЛИЧИЕ В ОХРАНЕ ГОСУДАРСТВЕННОЙ ГРАНИЦЫ"), debajo de la inscripción, una N.º con una línea horizontal también en relieve, para el número de serie de la medalla, debajo de la línea, la marca del fabricante.
La medalla está conectada con un ojal y un anillo a un bloque pentagonal cubierto con una cinta muaré de seda verde superpuesta de 24 mm de ancho con franjas rojas en los bordes de 3 mm.